# Damjanovics Vazul (költő)
Ifjabb Damjanovics Vazul, Vasilije Damjanović (Szentendre, 1793. január 2. – 1830. augusztus 23.) tanító, költő.

## Élete
Szentendrén a szerb alapiskolában (elemi iskolában) volt tanító, munkáit Budán jelentette meg

## Művei
- Oda imperatoru Alexandru… 1814. (Óda I. Sándor orosz cárhoz.)
- Vjera drevnoszti. Buda, 1817. (Mitologia; csak az I. kötete jelent meg.)